# 王傑 (北周)
王 傑（おう けつ、515年 - 579年）は、中国の西魏・北周の軍人。もとの名は文達。本貫は金城郡直城県。

## 経歴
北魏の龍驤将軍・楡中鎮将の王巣の子として生まれる。532年、子都督を初任とし、534年、孝武帝に従って関中に入り、都昌県子の爵位を受けた。宇文泰に才能を見出されて、揚烈将軍・羽林監に抜擢され、まもなく都督を加えられた。宇文泰は「王文達は万人敵なり」と評した。従軍して潼関を奪い、沙苑の戦いや河橋の戦い、あるいは邙山の戦いに参加して、いずれも勇敢な戦いぶりで知られた。功績により宇文氏の姓を受けた。岐州刺史に任ぜられ、撫軍将軍・銀青光禄大夫の位を加えられ、爵位は公に進んだ。大都督・車騎大将軍・儀同三司・侍中・驃騎大将軍・開府儀同三司を歴任した。
554年、于謹の下で江陵を包囲した。ときに城柵の内に長い矟をうまく使う者がいて、西魏軍の登ろうとする者たちの多くを斃した。于謹は王傑にこれを射るように命じ、王傑は弓矢で応じて倒した。西魏軍はこのため城柵に登って侵入でき、江陵を抜くことができた。于謹は喜んで、「わたしに大事を成さしめたのは、公のこの弓矢である」と言った。
557年、北周の孝閔帝が即位すると、爵位は張掖郡公に進み、河州刺史として出向した。563年、位は大将軍に進んだ。随国公楊忠の下で漠北を通って北斉を討ち、并州までいたって帰還した。568年、宜州刺史に任ぜられた。571年、斉公宇文憲の下で北斉の斛律光の攻撃を防ぎ、位は柱国に進んだ。572年、涇州総管に任ぜられた。王傑は若い頃から軍旅にあったため、行政事務に通じなかったが、州府の長官を歴任して、思いやりのある政治をおこなって、民衆に慕われた。578年、宣帝が即位すると、上柱国の位を受けた。579年、65歳で死去した。河鄯鄧延洮宕翼七州諸軍事・河州刺史の位を贈られ、鄂国公に追封された。諡を威といった。
子の王孝僊は、開府儀同大将軍に上った。

## 伝記資料
- 『周書』巻29 列伝第21
- 『北史』巻66 列伝第54